# Arctia suttadra
Arctia suttadra är en fjärilsart som beskrevs av Moore 1879. Arctia suttadra ingår i släktet Arctia och familjen björnspinnare. Inga underarter finns listade i Catalogue of Life.